# Campeonato de Apertura 1933
Campeonato de Apertura 1933 var den första upplagan av den chilenska fotbollsturneringen Campeonato de Apertura. Turneringen bestod av åtta lag, alla från huvudstaden Santiago. Turneringen samordnades av Santiagos Fotbollsförbund och vanns av Colo-Colo.